# Hieracium bolanderi
Hieracium bolanderi ist eine Pflanzenart aus der Gattung der Habichtskräuter (Hieracium) innerhalb der Familie der Korbblütler (Asteraceae). Sie ist im westlichen Nordamerika verbreitet.

## Beschreibung

### Vegetative Merkmale
Hieracium bolanderi ist eine ausdauernde krautige Pflanze, die Wuchshöhen von 10 bis 60 Zentimetern erreicht. Die aufrechten Stängel sind kahl oder mit wenigen Haaren besetzt.
An der Stängelbasis befinden sich fünf bis neun, gelegentlich auch mehr grundständige Laubblätter, während sich am Stängel keine oder bis zu drei Laubblätter befinden. Die Blattspreite ist bei einer Länge von 3,5 bis 9,5 Zentimetern sowie einer Breite von 1,2 bis 2,5 Zentimetern verkehrt-lanzettlich bis spatelförmig mit keilförmiger Spreitenbasis und abgerundeter oder spitz zulaufender Spreitenspitze. Die Spreitenränder sind ganzrandig. Die Blattunterseite ist kahl oder mit 5 bis 8 Millimeter langen, feinen rauen Haare besetzt während die Blattoberseite immer behaart ist.

### Generative Merkmale
Die Blütezeit erstreckt sich von April bis Juli. Der schirmrispenartige Gesamtblütenstand enthält meist etwa 15 (3 bis mehr als 40) körbchenförmige Teilblütenstände. Der Blütenstandsschaft ist kahl oder drüsig behaart. Das bei einem Durchmesser von selten 0,7, meist 0,9 bis 1 Zentimetern glockenförmige bis zylindrische Involucrum enthält 8 bis 13 an der Unterseite drüsig behaarte Hüllblätter. Die Blütenkörbchen enthalten sechs bis zwölf Zungenblüten. Die gelben Zungenblüten sind 0,85 bis 1 Zentimeter lang.
Die Achänen sind bei einer Länge von 5 bis 5,5 Millimetern krugförmig. Sie haben einen Pappus, welcher sich aus 50 bis 60 strohfarbenen bis rötlich braunen Borstenhaaren zusammensetzt.

## Vorkommen
Das natürliche Verbreitungsgebiet von Hieracium bolanderi liegt im westlichen Nordamerika. Es erstreckt sich über die US-Bundesstaaten Oregon und Kalifornien bis zum mexikanischen Bundesstaat Baja California.
Hieracium bolanderi gedeiht in Höhenlagen von 300 bis 1700 Metern über Serpentin in Kiefern- und Tannenwäldern sowie in immergrünen Mischwäldern.

## Taxonomie
Die Erstbeschreibung als Hieracium bolanderi erfolgte 1868 durch Asa Gray in Proceedings of the American Academy of Arts and Sciences, Band 7, Nummer 2, Seiten 365–366. Ein Synonym für Hieracium bolanderi A.Gray ist Hieracium siskiyouense M.Peck.